# 第43普通科連隊
第43普通科連隊（だいよんじゅうさんふつうかれんたい、JGSDF 43rd Infantry Regiment）は、陸上自衛隊都城駐屯地（宮崎県都城市）に駐屯する第8師団隷下の普通科連隊である。

## 概要
連隊長は、1等陸佐（二）をもって充てられ、都城駐屯地司令を兼ねる。連隊本部、本部管理中隊、4個普通科中隊および重迫撃砲中隊から編成される。
警備担当隊区は、第24普通科連隊が担当するえびの市・小林市・高原町を除く宮崎県全域。主に訓練は日出生台演習場などで実施しており、小銃実弾射撃訓練は鹿児島県曽於市の高之峰射撃場で実施している。南海トラフ巨大地震の際の先遣部隊に指定されているほか、霧島連山等の火山災害に備え、73式装甲車が配備されている。

## 沿革
第12普通科連隊第2大隊
- 1951年（昭和26年）8月5日：前身である第12普通科連隊第2大隊が都城駐屯地に移駐。

第43普通科連隊
- 1962年（昭和37年）8月15日：第8混成団の師団への改編に伴い、第12普通科連隊第2大隊を母体として第43普通科連隊が編成完結。
- 1990年（平成02年）3月26日：第8師団近代化への改編により、自動車化連隊へ改編。
- 1996年（平成08年）3月29日：第8対戦車隊の廃止に伴い、対戦車中隊を新編。120mm迫撃砲 RTが重迫中隊に、各中隊に81mm迫撃砲 L16、高機動車、89式5.56mm小銃が配備。
- 2005年（平成17年）
  - 3月28日：部隊改編

  1. 第8師団の近代化改編により、軽装甲機動車、01式軽対戦車誘導弾が配備。
  2. 後方支援体制変換に伴い、整備部門を第8後方支援連隊第2整備大隊第3普通科直接支援中隊へ移管。

  - 10月～翌年3月：第8次イラク復興業務支援群（群長：立花1佐）
- 2010年（平成22年）5月1日：九州南部で発生した口蹄疫感染で川南町に災害派遣による出動[2]。同年7月27日に完全撤収する。
- 2011年（平成23年）1月22日 - 2月3日：宮崎県で発生した鳥インフルエンザに対する災害派遣活動（新富町、都農町、川南町、高鍋町、宮崎市で鶏の殺処分、鶏舎の清掃、消毒を実施）[3]。
- 2018年（平成30年）3月27日：対戦車中隊を廃止。担当隊区の西臼杵郡3町を第1普通科中隊が追加担任。

## 部隊編成
- 第43普通科連隊本部
- 本部管理中隊「43普-本」
  - 中隊本部
  - 連隊本部班：82式指揮通信車
  - 対戦車小隊：中距離多目的誘導弾
  - 情報小隊：軽装甲機動車、偵察用オートバイ
  - 施設作業小隊：小型ドーザ、資材運搬車
  - 通信小隊
  - 補給小隊：3 1/2tトラック
  - 衛生小隊：1トン半救急車
  - 狙撃班
- 第1普通科中隊「43普-1」：高機動車、81mm迫撃砲 L16、01式軽対戦車誘導弾
- 第2普通科中隊「43普-2」：高機動車、81mm迫撃砲 L16、01式軽対戦車誘導弾
- 第3普通科中隊「43普-3」：軽装甲機動車、81mm迫撃砲 L16、01式軽対戦車誘導弾
- 第4普通科中隊「43普-4」：軽装甲機動車、81mm迫撃砲 L16、01式軽対戦車誘導弾
- 重迫撃砲中隊「43普-重」：120mm迫撃砲 RT、軽装甲機動車

## 整備支援部隊
- 第8後方支援連隊第2整備大隊第3普通科直接支援中隊「8後支-2-3普」（都城駐屯地）：2005年（平成17年）3月28日から

## 主要幹部
| 官職名                             | 階級    | 氏名       | 補職発令日     | 前職                                       |
| ---------------------------------- | ------- | ---------- | -------------- | ------------------------------------------ |
| 第43普通科連隊長 兼 都城駐屯地司令 | 1等陸佐 | 矢羽田峰志 | 2025年08月01日 | 陸上幕僚監部人事教育部募集・援護課募集班長 |

| 代 | 氏名       | 在職期間                        | 前職                                            | 後職                                                  |
| -- | ---------- | ------------------------------- | ----------------------------------------------- | ----------------------------------------------------- |
| 01 | 堀江正夫   | 1962年08月15日 - 1964年03月15日 | 第12普通科連隊付                                | 陸上幕僚監部第3部副部長                               |
| 02 | 水田龍夫   | 1964年03月16日 - 1965年07月15日 | 陸上自衛隊幹部候補生学校総務部長                | 第7師団司令部幕僚長                                   |
| 03 | 馬郡芳郎   | 1965年07月16日 - 1967年07月16日 | 統合幕僚学校学校教官                            | 陸上自衛隊幹部候補生学校教育部長                      |
| 04 | 高山俊彦   | 1967年07月17日 - 1969年07月15日 | 東部方面総監部第3部勤務                         | 陸上自衛隊富士学校 普通科教育部副部長 兼 同部教務課長 |
| 05 | 野口順男   | 1969年07月16日 - 1971年07月15日 | 陸上自衛隊幹部学校学校教官                      | 東北方面総監部第1部長                                 |
| 06 | 藤本孝人   | 1971年07月16日 - 1973年07月15日 | 陸上幕僚監部第2部情報第1班長                    | 陸上自衛隊富士学校 普通科教育部副部長 兼 同部教務課長 |
| 07 | 原田次郎   | 1973年07月16日 - 1975年07月15日 | 陸上自衛隊幹部学校学校教官                      | 西部方面総監部厚生課長                                |
| 08 | 松浦愷     | 1975年07月16日 - 1977年03月15日 | 陸上自衛隊幹部学校学校教官                      | 西部方面総監部第3部長                                 |
| 09 | 廿木昭實   | 1977年03月16日 - 1978年11月30日 | 陸上自衛隊幹部学校勤務                          | 第9師団司令部幕僚長                                   |
| 10 | 赤松義隆   | 1978年12月01日 - 1981年03月15日 | 陸上自衛隊幹部学校学校教官                      | 陸上自衛隊幹部学校主任教官                            |
| 11 | 三宮啓典   | 1981年03月16日 - 1982年08月01日 | 陸上幕僚監部調査部調査第1課 保全班長            | 陸上自衛隊調査学校情報教育部長                        |
| 12 | 青田文雄   | 1982年08月02日 - 1985年03月15日 | 陸上自衛隊需品学校学校教官                      | 陸上自衛隊幹部学校研究員                              |
| 13 | 竹村靖弘   | 1985年03月16日 - 1987年03月15日 | 陸上幕僚監部防衛部防衛課 業務計画班長           | 中部方面総監部防衛部長                                |
| 14 | 遊橋洪孝   | 1987年03月16日 - 1989年07月31日 | 西部方面総監部人事部人事課長                    | 陸上幕僚監部監理部総務課 庶務室長                     |
| 15 | 石橋穰     | 1989年08月01日 - 1991年07月31日 | 陸上幕僚監部監理部総務課 渉外班長               | 自衛隊京都地方連絡部長                                |
| 16 | 水口勇     | 1991年08月01日 - 1993年03月23日 | 東部方面総監部防衛部防衛課長                    | 自衛隊体育学校副校長 兼 第2教育課長                   |
| 17 | 佐野紀元   | 1993年03月24日 - 1995年07月31日 | 東部方面総監部総務部総務課長                    | 第12後方支援連隊長 兼 第12師団司令部第4部長           |
| 18 | 森田勝     | 1995年08月01日 - 1997年07月31日 | 第12後方支援連隊長 兼 第12師団司令部第4部長     | 陸上自衛隊幹部学校学校教官                            |
| 19 | 川口洋市   | 1997年08月01日 - 2000年07月31日 | 東北方面総監部防衛部防衛課長                    | 自衛隊奈良地方連絡部長                                |
| 20 | 宮嵜泰樹   | 2000年08月01日 - 2003年03月26日 | 情報本部勤務                                    | 陸上幕僚監部監理部総務課長                            |
| 21 | 川崎朗     | 2003年03月27日 - 2004年11月30日 | 第10師団司令部第3部長                           | 北部方面指揮所訓練支援隊長                            |
| 22 | 立花尊顯   | 2004年12月01日 - 2006年12月05日 | 陸上幕僚監部防衛部運用課 運用第2班長            | 統合幕僚監部運用部運用第2課 国際協力室長              |
| 23 | 普家俊哉   | 2006年12月06日 - 2008年11月30日 | 陸上自衛隊富士学校主任教官                      | 東部方面指揮所訓練支援隊長                            |
| 24 | 九鬼東一   | 2008年12月01日 - 2011年04月18日 | 陸上幕僚監部教育訓練部教育訓練課 訓練・演習班長 | 陸上自衛隊幹部学校主任教官                            |
| 25 | 藤原修     | 2011年04月19日 - 2013年07月31日 | 西部方面総監部防衛部防衛課長                    | 陸上幕僚監部防衛部防衛課勤務                          |
| 26 | 井土川一友 | 2013年08月01日 - 2014年08月04日 | 陸上幕僚監部防衛部防衛課 防衛班長               | 陸上幕僚監部人事部人事計画課長                        |
| 27 | 安田百年   | 2014年08月05日 - 2016年11月30日 | 第3師団司令部第3部長                            | 陸上自衛隊幹部学校主任教官                            |
| 28 | 廣田耕士朗 | 2016年12月01日 - 2019年03月22日 | 陸上自衛隊幹部学校学校教官                      | 西部方面総監部法務官                                  |
| 29 | 中尾圭     | 2019年03月23日 - 2022年03月16日 | 陸上幕僚監部人事教育部厚生課 厚生班長           | 訓練評価支援隊評価分析支援科長                        |
| 30 | 谷雅和     | 2022年03月17日 - 2024年03月17日 | 中部方面総監部防衛部訓練課長                    | 東北方面指揮所訓練支援隊長                            |
| 31 | 石岡直樹   | 2024年03月18日 - 2025年07月31日 | 統合幕僚監部運用部運用第1課 防衛警備班長        | 統合幕僚監部防衛計画部防衛課付                        |
| 32 | 矢羽田峰志 | 2025年08月01日 -                | 陸上幕僚監部人事教育部募集・援護課 募集班長     |                                                       |

## 主要装備
- 73式装甲車[1]
- 軽装甲機動車
- 高機動車
- 1/2tトラック / 73式小型トラック
- 1 1/2tトラック / 73式中型トラック
- 3 1/2tトラック / 73式大型トラック
- 89式5.56mm小銃
- 20式5.56mm小銃
- 5.56mm機関銃MINIMI
- 84mm無反動砲
- 01式軽対戦車誘導弾
- 中距離多目的誘導弾
- 81mm迫撃砲 L16
- 120mm迫撃砲 RT

## 警備隊区
- 本部管理中隊（都城市、三股町）
- 第1普通科中隊（延岡市、五ヶ瀬町、高千穂町、日之影町）
- 第2普通科中隊（宮崎市、国富町、綾町）
- 第3普通科中隊（日南市、串間市）
- 第4普通科中隊（日向市、門川町、美郷町、諸塚村、椎葉村）
- 重迫撃砲中隊（西都市、高鍋町、新富町、川南町、都農町、木城町、西米良村）

## 廃止部隊
- 2005年（平成17年）3月27日廃止
  - 第43普通科連隊本部管理中隊管理整備小隊「43普-本」（都城駐屯地）：整備部門を第8後方支援連隊第2整備大隊第3普通科直接支援中隊へ移管。
- 2018年（平成30年）3月27日廃止
  - 第43普通科連隊対戦車中隊「43普-対戦」（都城駐屯地）：